# Embólia
Embóliának nevezzük azt az állapotot, amikor egy objektum (embolus) az érrendszerben a vérkeringés segítségével egyik helyről egy másik helyre sodródik, majd elzárja azt az érszakaszt, ahol megakad. Az elnevezés Rudolph Carl Virchow nevéhez fűződik.
Az embólia abban különbözik a trombustól, hogy a trombus nem vándorol, hanem ott okoz elzáródást, ahol keletkezett. Gyakran úgy keletkezik embólia, hogy egy trombusból leszakad egy rész. Embolizációt a keringésbe került zsír vagy levegő is okozhat.

## Osztályozás
Az embóliákat csoportosíthatjuk az embólus anyaga szerint:
- Tromboembólia: Az embólus anyaga megalvadt vér, trombus. Ez a leggyakoribb embólusforma.
- Zsírembólia: Az embólus anyaga zsírszövet. Általában nagyobb, csöves csontokat érő trauma után fordul elő.
- Levegőembólia: Levegőbuborékok kerülnek az érrendszerbe.
- Szeptikus embólia: Az embolusokat baktériumok vagy gombák alkotják.
- Szöveti embólia: Kisebb szövetdarabok embolizációja.
- Idegentest-embólia: Különféle testidegen anyagok kerülnek a vérkeringésbe, például hintőpor, injekciós tű, műbillentyű stb.
- Magzatvíz-embólia: Magzatvizet és magzati sejteket tartalmaz.

Az iránya szerint:
- Anterográd embólia
- Retrográd embólia
- Paradox embólia

Az anterográd embólia a véráramlás irányában, míg a retrogád embóliánál az embólus az ellenkező irányba, azaz a véráramlással szemben halad. Ez általában a vérkeringés alacsony nyomású területein következik be (pl.: vénák). A paradox embóliánál az embólus, általában a szív szeptumfejlődési rendellenessége következtében, a szisztémás vénás keringési rendszerből a szisztémás artériásba jut.

## Fordítás
- Ez a szócikk részben vagy egészben  az   Embolism című angol Wikipédia-szócikk fordításán alapul.  Az eredeti cikk szerkesztőit annak laptörténete sorolja fel. Ez a jelzés csupán a megfogalmazás eredetét és a szerzői jogokat jelzi, nem szolgál a cikkben szereplő információk forrásmegjelöléseként.